# Brutalisme
 (janvier 2020).

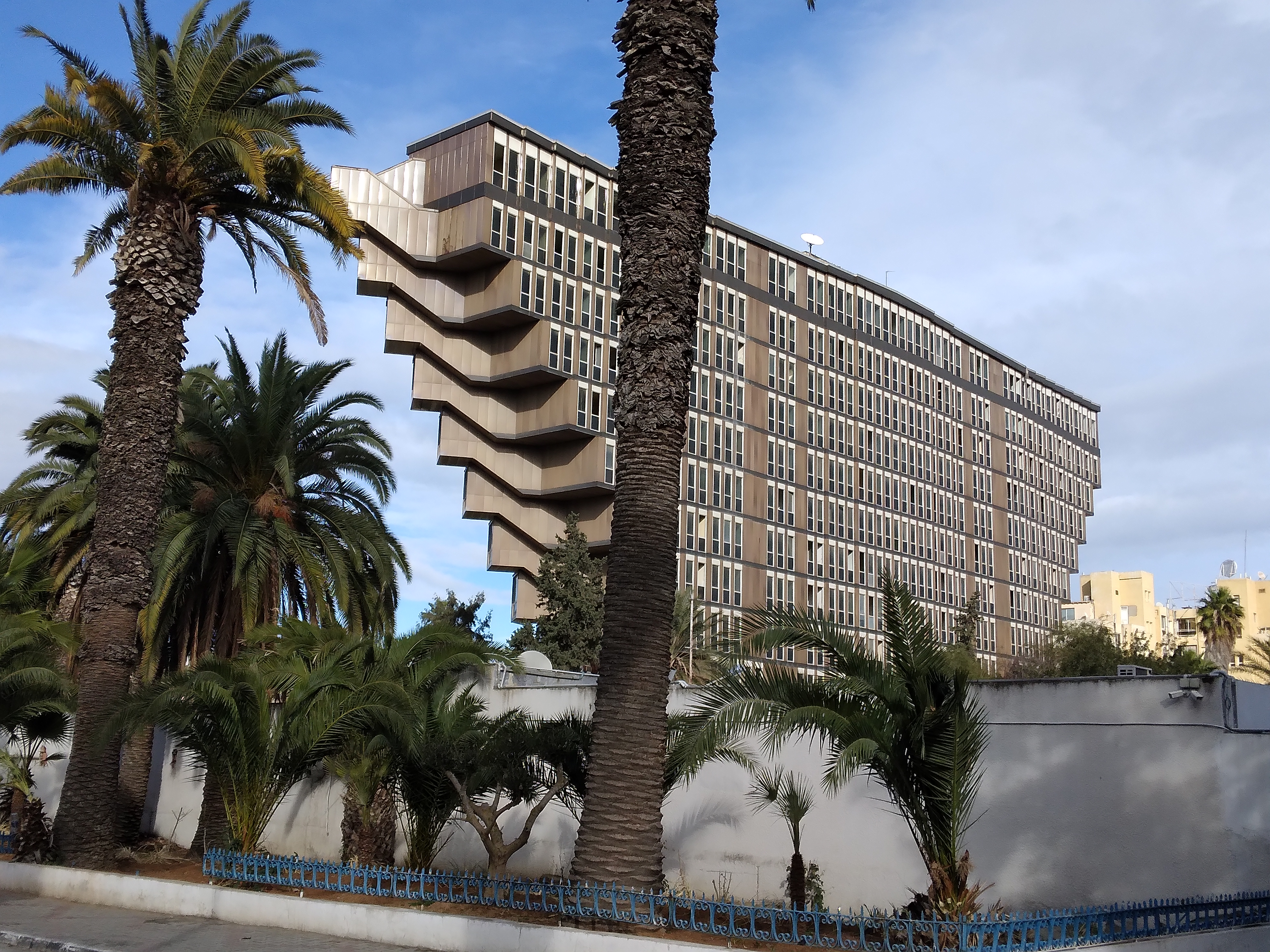
L'hôtel du lac (Tunis), réalisé par l'architecte italien Raffaele Contigiani et construit entre 1970 et 1973

Le brutalisme est un style architectural issu du mouvement moderne, qui connaît une grande popularité des années 1950 aux années 1970 avant de décliner peu à peu, bien que divers architectes s'inspirent encore des principes de ce courant[pas clair]. Il se distingue notamment par la répétition de certains éléments comme les fenêtres, par l'absence d'ornements et la mise en valeur du béton non structuré.
Les premiers exemples d'architecture brutaliste sont inspirés des travaux de l'architecte franco-suisse Le Corbusier, notamment de la Cité radieuse (1952). Parallèle au mouvement artistique du pop art, le brutalisme s'exprime notamment à travers la réalisation de bâtiments institutionnels et d'universités au Royaume-Uni, en France, en Suisse, en Europe de l'Est et aux États-Unis. Généralement de dimensions imposantes, ces édifices mettent en avant leur verticalité et la rudesse du béton, constituant une réaction aux courants architecturaux antérieurs (le style Beaux-Arts notamment), marqués par davantage de frivolité.
Le terme de brutalisme a parfois servi à désigner de manière générale les édifices massifs en béton, devenus impopulaires à la fin du XXe siècle. Les principaux représentants de ce courant sont Marcel Breuer, Ernő Goldfinger, Jacques Kalisz et Bertrand Goldberg.

## Définition

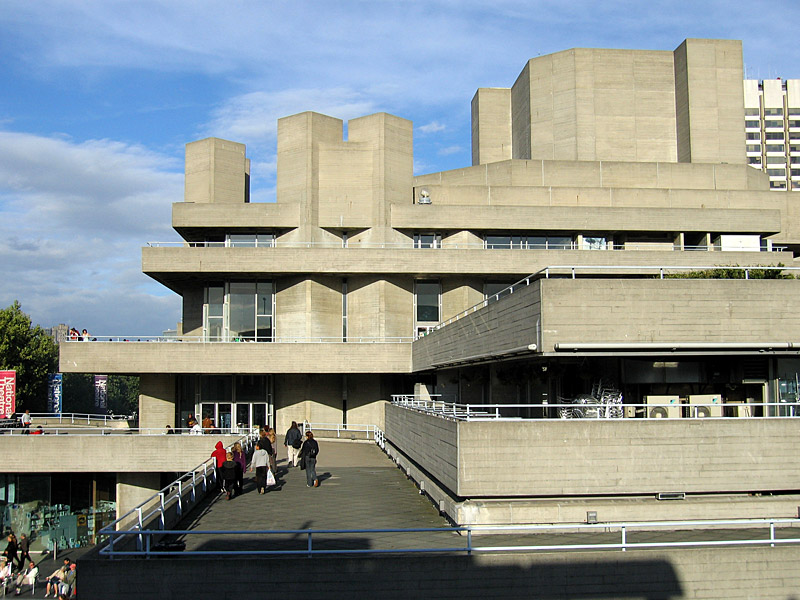
Le Royal National Theatre de Londres (1977).

Le terme « brutalisme » vient du français « brut ». Le « béton brut » est le terme employé par Le Corbusier, qui voit dans ce matériau de construction un aspect sauvage, naturel et primitif lorsqu'il est utilisé sans transformation,,.
La première utilisation du terme reviendrait à l'architecte suédois Hans Asplund (en), qui l'aurait employé en 1949 pour décrire une villa (la Villa Göth) réalisée à Uppsala par ses pairs Bengt Edman et Lennart Holm. Il a ainsi évoqué un nybrutalism (« nouveau brutalisme » en suédois), et l'expression aurait été importée en Angleterre par un groupe d'architectes britanniques alors en visite en Suède, dont faisait notamment partie Michael Ventris.
Par la suite, les architectes britanniques Alison et Peter Smithson auraient utilisé ce terme par antiphrase en 1954 ; Peter Smithson se faisant même appeler Brutus en hommage au sénateur romain qui a tué César pour sauver la République romaine,.
Toutefois, le terme ne devient véritablement populaire et positif à ses débuts qu'avec la parution de The New Brutalism : Ethic or Aesthetic ?, un ouvrage de 1966 du critique Reyner Banham qui emploie le mot pour désigner la révolution architecturale en cours en Angleterre. Selon Banham, le brutalisme ne servait pas tant à désigner un style architectural à part entière qu'un état d'esprit partagé par les architectes composant le mouvement. En outre, le terme provient de la critique et n'était que peu employé par les représentants de ce genre eux-mêmes.

## Histoire

### Origines
L'inspiration initiale de ce mouvement issu du mouvement moderne provient des formes développées par Ludwig Mies van der Rohe, ainsi que de l'œuvre architecturale de Le Corbusier. Ce dernier est le principal représentant de l'architecture « proto-brutaliste », notamment à travers deux réalisations : l'Unité d'habitation (1952), développée dans divers projets dont la Cité radieuse de Marseille ; le Palais de l'Assemblée à Chandigarh en Inde (1953). Dans un entretien avec Georges Charensol en 1962, il déclare avoir créé un « romantisme du mal foutu ».
Dans les années qui suivent, le brutalisme voit sa popularité croître au Royaume-Uni, notamment sous l'influence d'Alison et Peter Smithson. Dans un pays encore en partie détruit par les bombardements de la Seconde Guerre mondiale et qui connaît une récession économique, les pouvoirs publics tentent de promouvoir des modes de construction bon marché pour l'habitat, les espaces commerciaux et les bâtiments publics. Toutefois, de nombreux architectes ont adopté le style brutaliste bien qu'ils aient disposé d'importants budgets, en raison de leur goût pour ses caractéristiques « crues » et sans ornement.

### Utilisation dans le monde universitaire
Dans les années 1950, la démocratisation de l'enseignement supérieur rend nécessaire la construction rapide d'installations universitaires peu coûteuses. Les principes brutalistes sont mis à contribution à cet effet. C'est le cas de l'Institut de technologie de l'Illinois aux États-Unis, en 1956, du Centre des arts de l'université de Bochum en Allemagne, en 1966, de l'École fédérale d'architecture et d'urbanisme de São Paulo au Brésil, en 1969, ou encore de la ville de Louvain-la-Neuve durant les années 1970.

### Apogée

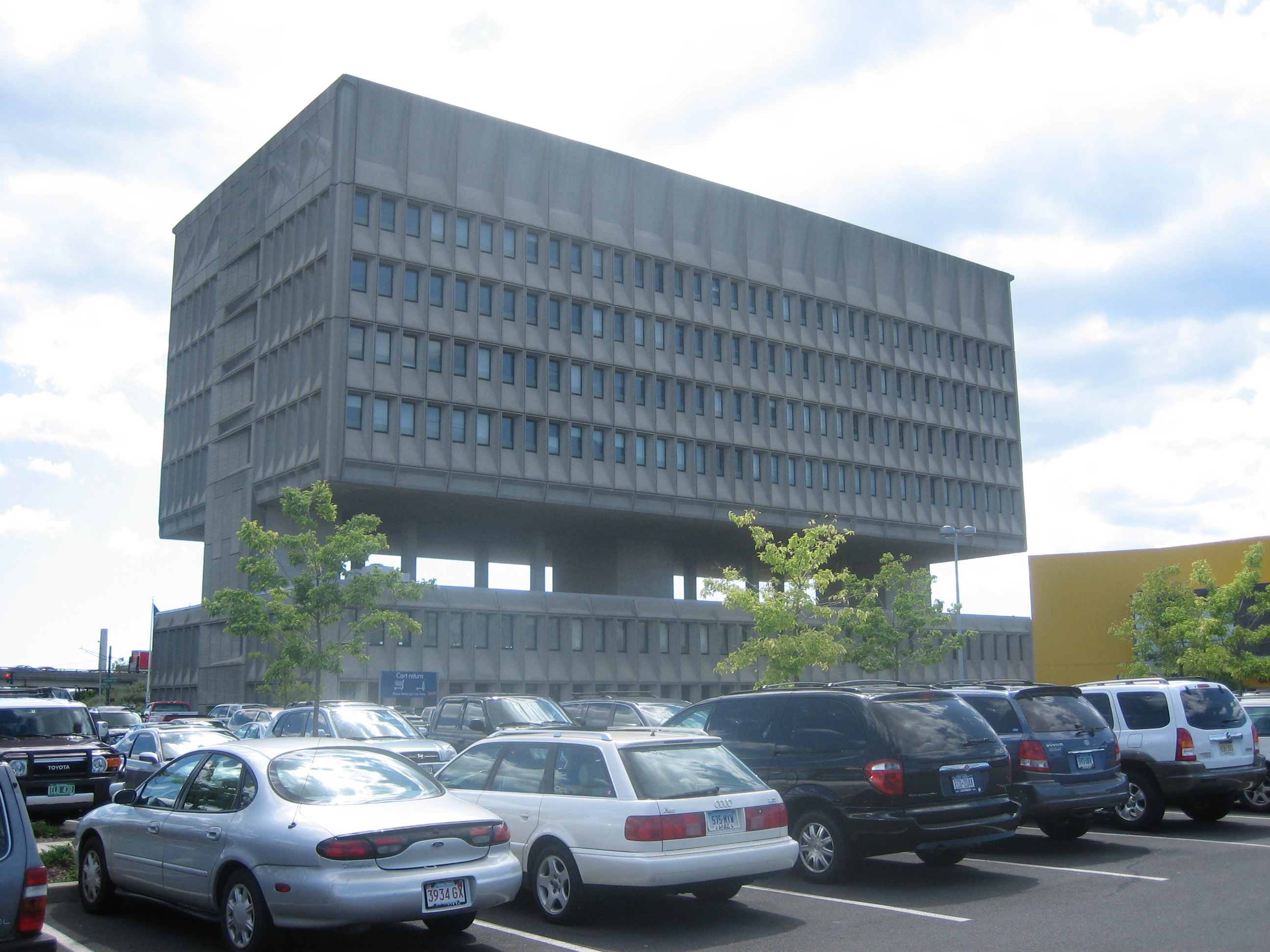
Le Pirelli Tire Building à New Haven (Connecticut), construit en 1970.

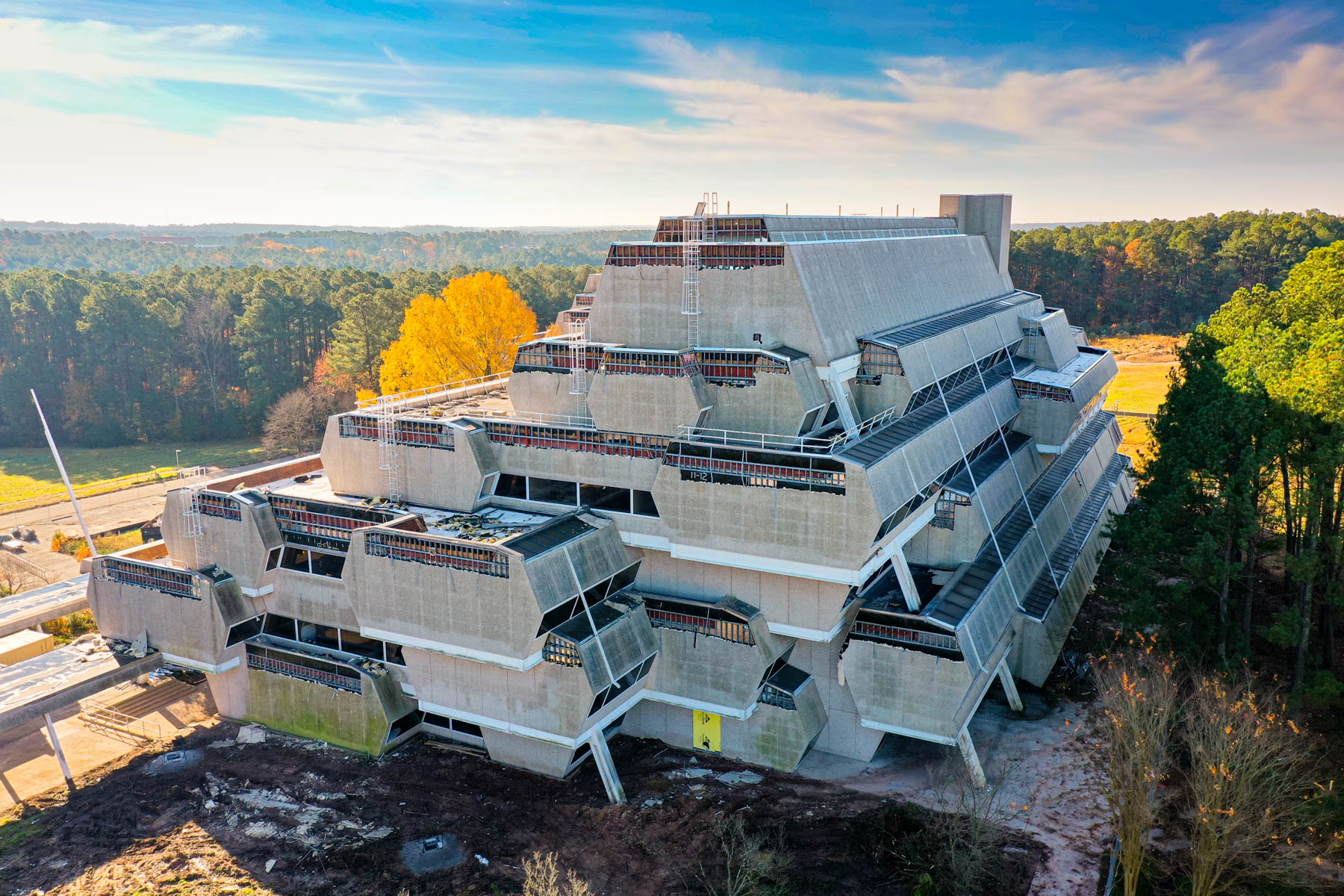
Le bâtiment Elion-Hitchings, à Research Triangle Park, en Caroline du Nord. Construit en 1971 par Paul Rudolph, il est en 2020 (photo) déjà partiellement délabré, et a été détruit début 2021.

La composition des cités par des cellules d'habitat agrégées sur plusieurs niveaux ayant des plans multiples par variation modulaire et une répétitivité de système constructif avec beaucoup de verre pour la lumière se poursuit dans ce mouvement en Europe. Des cadres de poutrelles acier et brique de remplissage sont utilisés au Royaume-Uni, des panneaux béton et briques apparentes sont utilisés en Scandinavie, Suisse, France. (En France ce modèle en Lego très utilisé est considéré en général comme venant de Suède).
Au plus fort de sa popularité, le brutalisme était associé à une idéologie utopique dans la mouvance « sociale » affichée par ses promoteurs, notamment Peter et Alison Smithson dans le monde anglo-saxon. L'échec en Occident des projets d'implantation de « communautés fonctionnelles » dans les ensembles urbains à architecture brutaliste, notamment en Grande-Bretagne, a jeté le discrédit et sur l'idéologie et sur le style architectural et sur le matériau qui l'incarnaient. Un des inconvénients des œuvres en béton brut de qualité médiocre est qu'esthétiquement parlant, ce matériau vieillit assez mal du fait, par exemple, de l'éclatement local du béton des façades par gonflement de l'armature en acier oxydée.
En Australie, la Haute cour d'Australie, d'architecture brutaliste, fut bâtie en 1978. En Italie, plusieurs architectes ont dessiné des œuvres importantes comme la tour Velasca à Milan du Groupe BBPR en 1958. En France la construction marquante du brutalisme fut le centre administratif de Pantin de Jacques Kalisz en 1972. Au Québec (Canada) de 1955 à 1965, le campus de l'Université Laval témoigne de ce mouvement mis de l'avant dans la Capitale-Nationale.
Un bon nombre des ouvrages architecturaux de cette époque et ultérieurs exprimant la matérialité « brute » ne se réclament pas du brutalisme, mais plus simplement de l'expressionnisme continué, du mouvement moderne poursuivi (par exemple l'église Notre-Dame de Royan). Le brutalisme porte dès son origine une part de choc à produire entre deux esthétiques de la matière : cette démarche architecturale initiale fut philosophiquement identique à la démarche du mouvement déconstructiviste mais ce dernier mouvement s'exprime justement contre l'utopie esthétique moderne soutenue par le brutalisme.

### Développement en Europe de l'Est et en Amérique latine

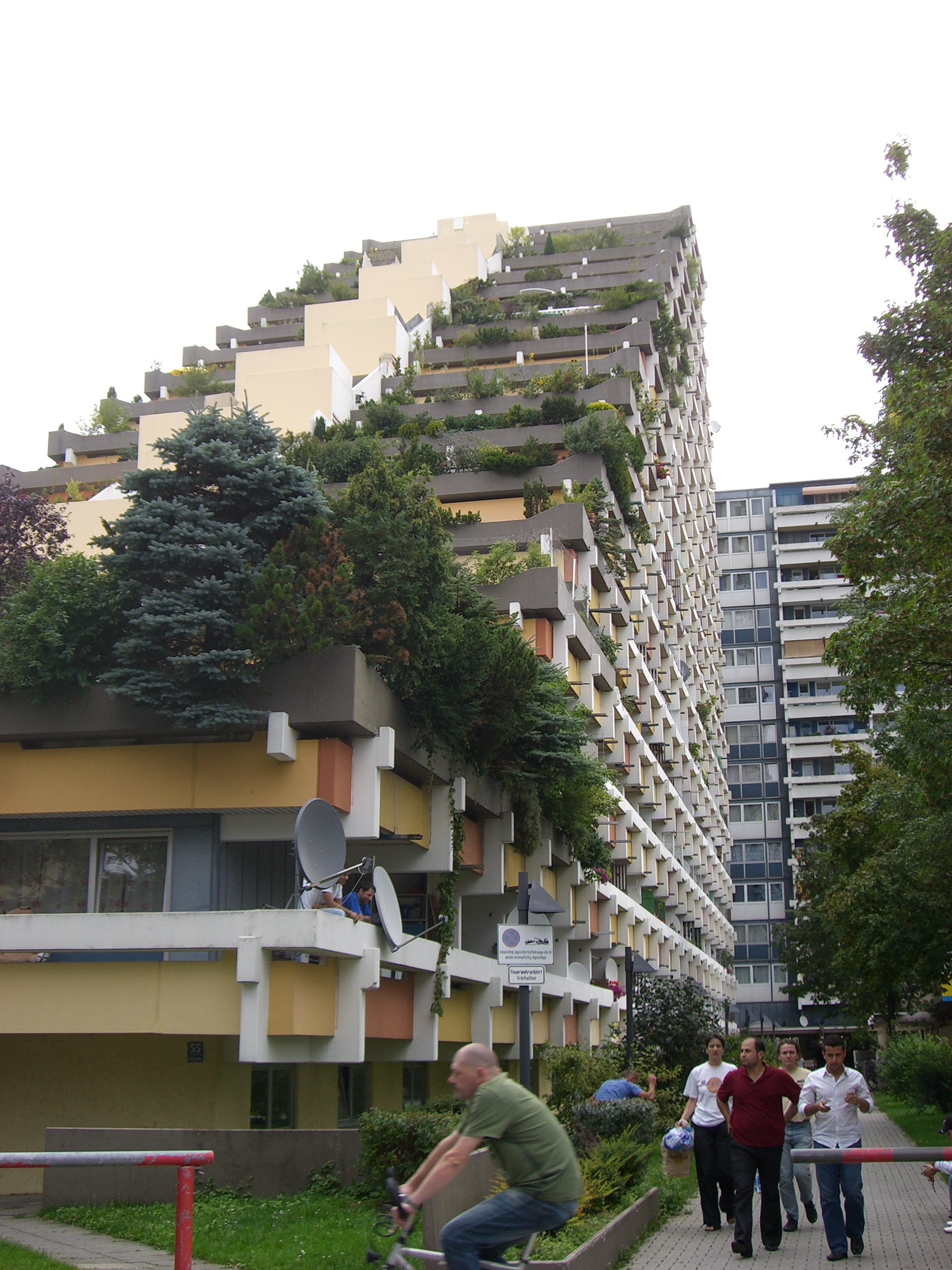
Immeuble brutaliste « Pharao-Haus » (s'appelle aussi « Pyramide » ou « Terrassenhochhaus ») à Munich. Architecte Karl Helmut Bayer, 1974. Le Corbusier : « Les matériaux de l'urbanisme sont le soleil, l'espace, les arbres, l'acier et le ciment armé, dans cet ordre et dans cette hiérarchie. »

Le brutalisme a connu une grande popularité dans l'Europe de l'Est communiste, du milieu des années 1960 à la fin des années 1980, notamment en Bulgarie, Yougoslavie et Tchécoslovaquie. Dans ce dernier pays, une variante nationale du brutalisme fut même développée (le « brutalisme tchèque »).
La philosophie du brutalisme a été poursuivie en Amérique du Sud après le Mouvement moderne, par exemple en 1982 à Sao Paulo au Brésil Lina Bo Bardi reprenant l'ancienne usine Pompeia construit des salles de sport, un château d'eau en trois bâtiments brutalistes qu'elle considère être de l'« archittetura povera ».

### Le brutalisme auXXIesiècle
Bien que le mouvement brutaliste ait quasiment disparu au milieu des années 1980, laissant la place à l'architecture high-tech et au déconstructivisme, des architectes actuels se sont néanmoins inspirés des principes du courant, tels que Tadao Andō, Jacques Herzog ou Shigeru Ban. Plusieurs aspects donnant au style son caractère brut ont été réutilisés mais de manière adoucie, comme des façades en béton sablées pour donner l'impression de la pierre, couvertes de stuc ou composées d'éléments préconstruits. Ces techniques sont également employées dans la rénovation d'édifices brutalistes, comme celle du complexe immobilier de Park Hill à Sheffield (Angleterre), réhabilité entre 2008 et 2011.
Au Royaume-Uni, plusieurs bâtiments de style brutaliste ont été classés monuments historiques, comme le Séminaire Saint-Pierre de Cardross (Écosse), considéré par le magazine d'architecture Urban Realm comme le plus bel édifice écossais d'après-guerre. Plusieurs ont été détruits, comme le Tricorn Center et le parking du Trinity Square, mais d'autres ont pu être conservés grâce à la mobilisation d'associations, comme la gare routière de Preston et la Hayward Gallery.
En 2015, la Burntwood School de Londres a remporté le prix Stirling avec son style néo-brutaliste inspiré de l'œuvre de Marcel Breuer.
L'artiste français Mathias Kiss qualifie son travail sur l'ornementation de brutaliste.

## Principales caractéristiques
Les structures brutalistes se composent de formes géométriques massives et anguleuses qui frappent par leur répétition. Le brutalisme milite pour la réunion des fonctions dans les bâtiments, mais des espaces clairement distincts les uns des autres.
Fréquemment, la conception du bâtiment laisse paraître l'intérieur des locaux, ainsi que la structure ou des commodités généralement soustraites à la vue des passants, telles que des citernes ou des installations de chauffage. Par exemple, l'hôtel de ville de Boston, construit en 1968, distingue certaines parties de la façade pour refléter la diversité des usages internes du bâtiment : l'emplacement du bureau du maire ou les salles de réunion du conseil municipal peuvent ainsi être distinguées de l'extérieur.
La grande majorité des constructions brutalistes sont essentiellement en béton, notamment brut et sans le moindre ornement ou revêtement. Cependant, bien que le béton soit le trait caractéristique principal du mouvement, toutes les constructions brutalistes ne le sont pas forcément : certaines incorporent d'autres matériaux comme la brique, le verre, l'acier, la pierre, grossièrement taillée, ou des gabions. Plusieurs constructions d'Alison et Peter Smithson sont ainsi conçues en brique, acier et verre, telles que la Hunstanton High School (1954).
Il existe également des bâtiments souvent rattachés au brutalisme en raison de leur apparence massive et sans apprêt, ou parce qu'ils exhibent des matériaux ou des équipements structurels qui sont d'habitude dissimulés.
L'usage du béton brut dans le brutalisme vise notamment à rompre avec les fioritures et le raffinement du style Beaux-Arts, en promouvant une forme de simplicité et de dénuement. Toutefois, tous les bâtiments en béton ou dont la structure est exposée ne sauraient être rattachés au brutalisme ; ils peuvent appartenir à des courants tels que le constructivisme, le style international, l'expressionnisme, le postmodernisme ou le déconstructivisme. Le courant a aussi fréquemment été rapproché de l'architecture soviétique en raison de son usage du béton et des grands volumes.

Quelques bâtiments
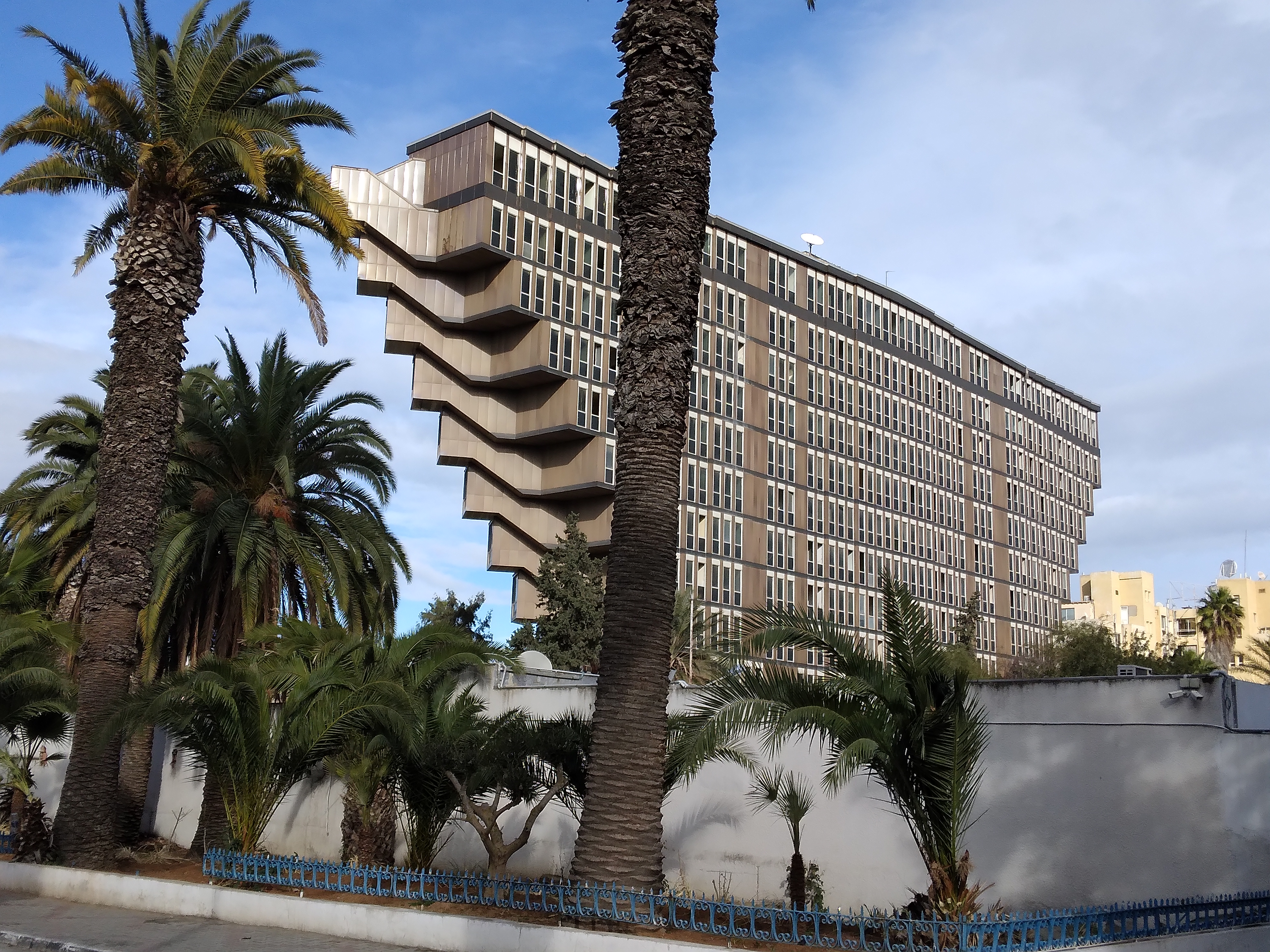
L'hôtel du Lac est un ancien hôtel construit entre 1970 et 1973 selon les plans de l'architecte italien Raffaele Contigiani, à proximité immédiate du lac de Tunis, à Tunis en Tunisie.
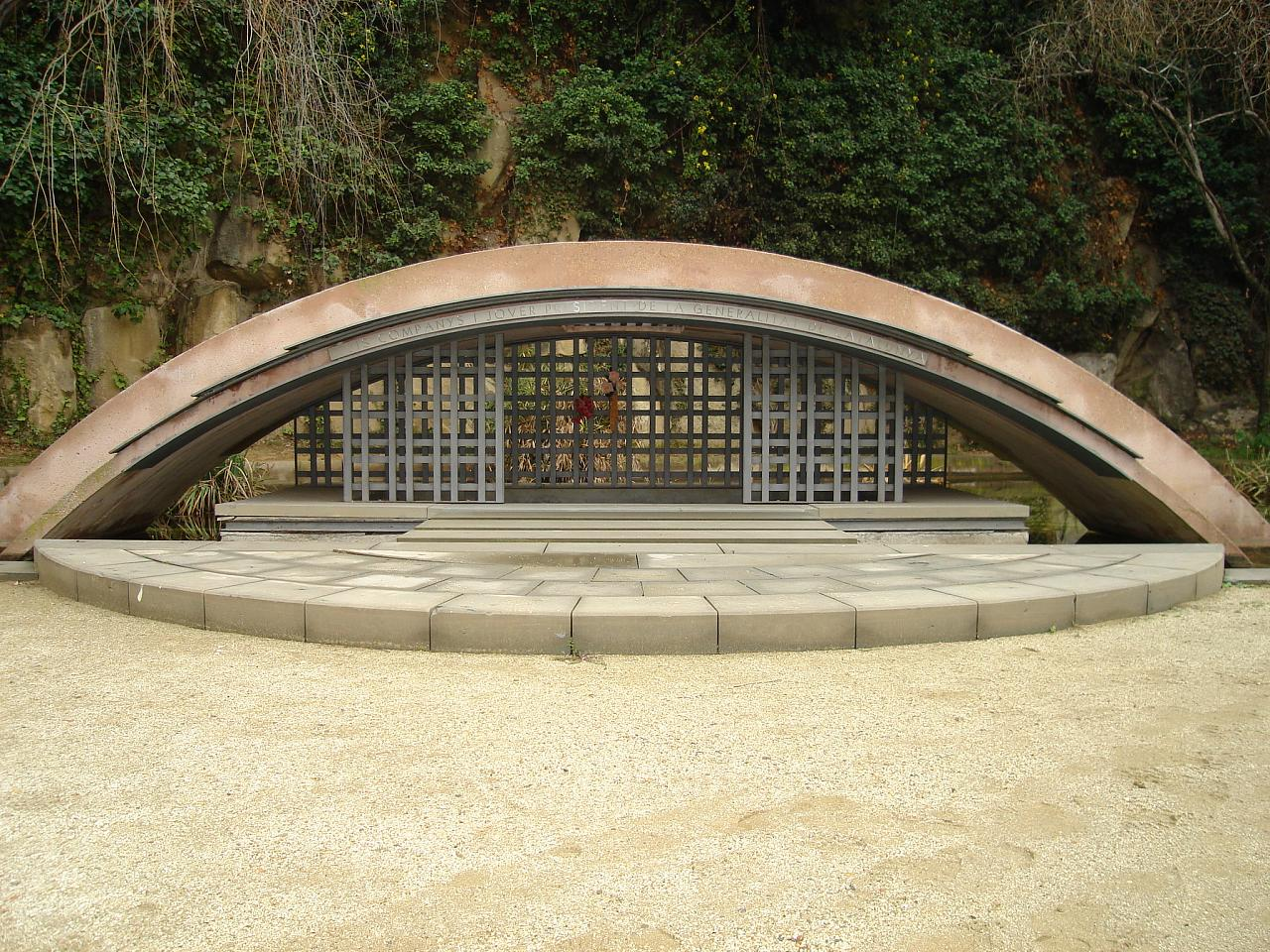
Le Fossar de la Pedrera à Barcelone, œuvre de Beth Galí à Montjuïc.
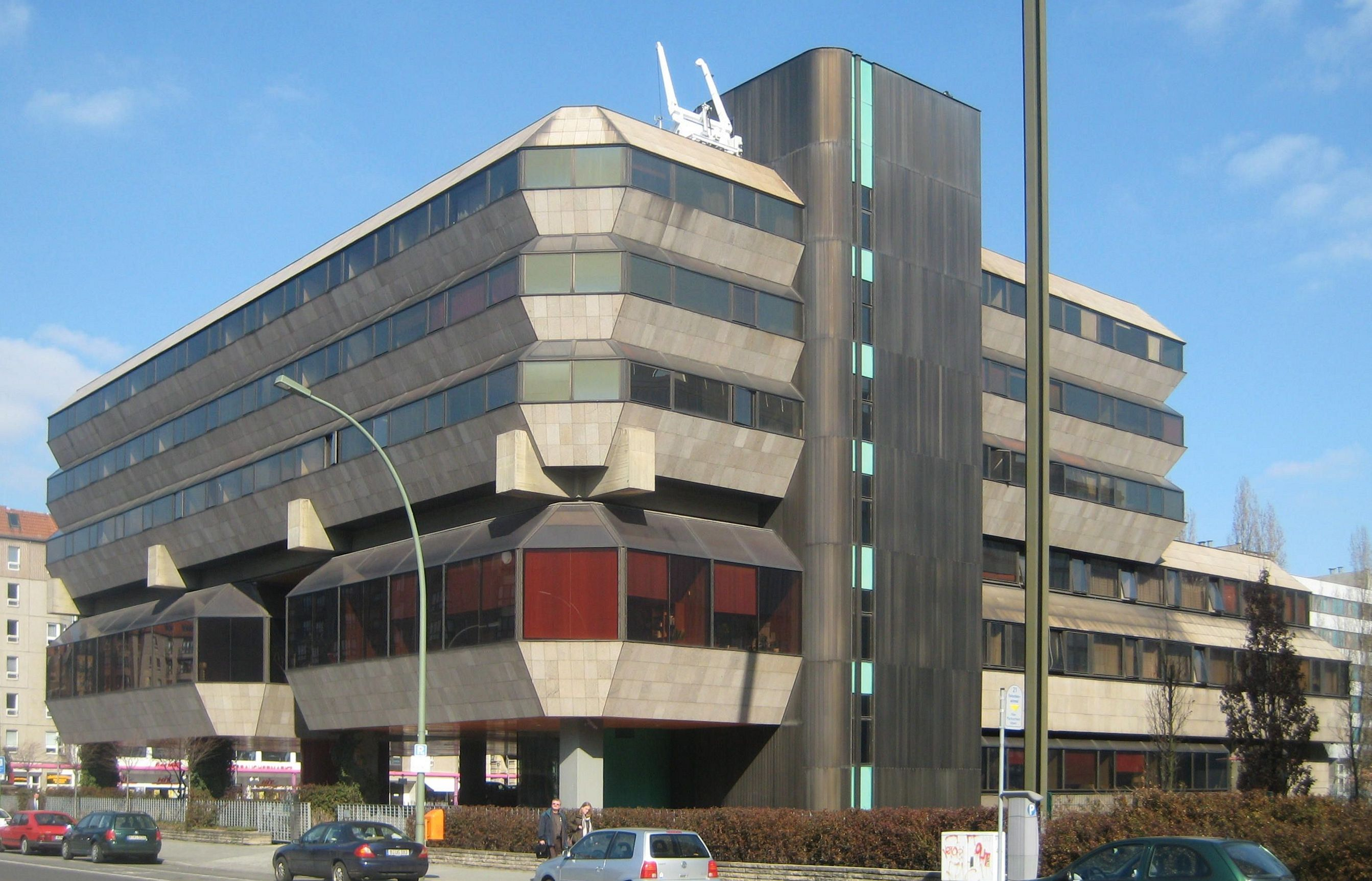
L'ambassade de Tchéquie à Berlin, sur la Wilhelmstrasse, construite de 1974 à 1978.
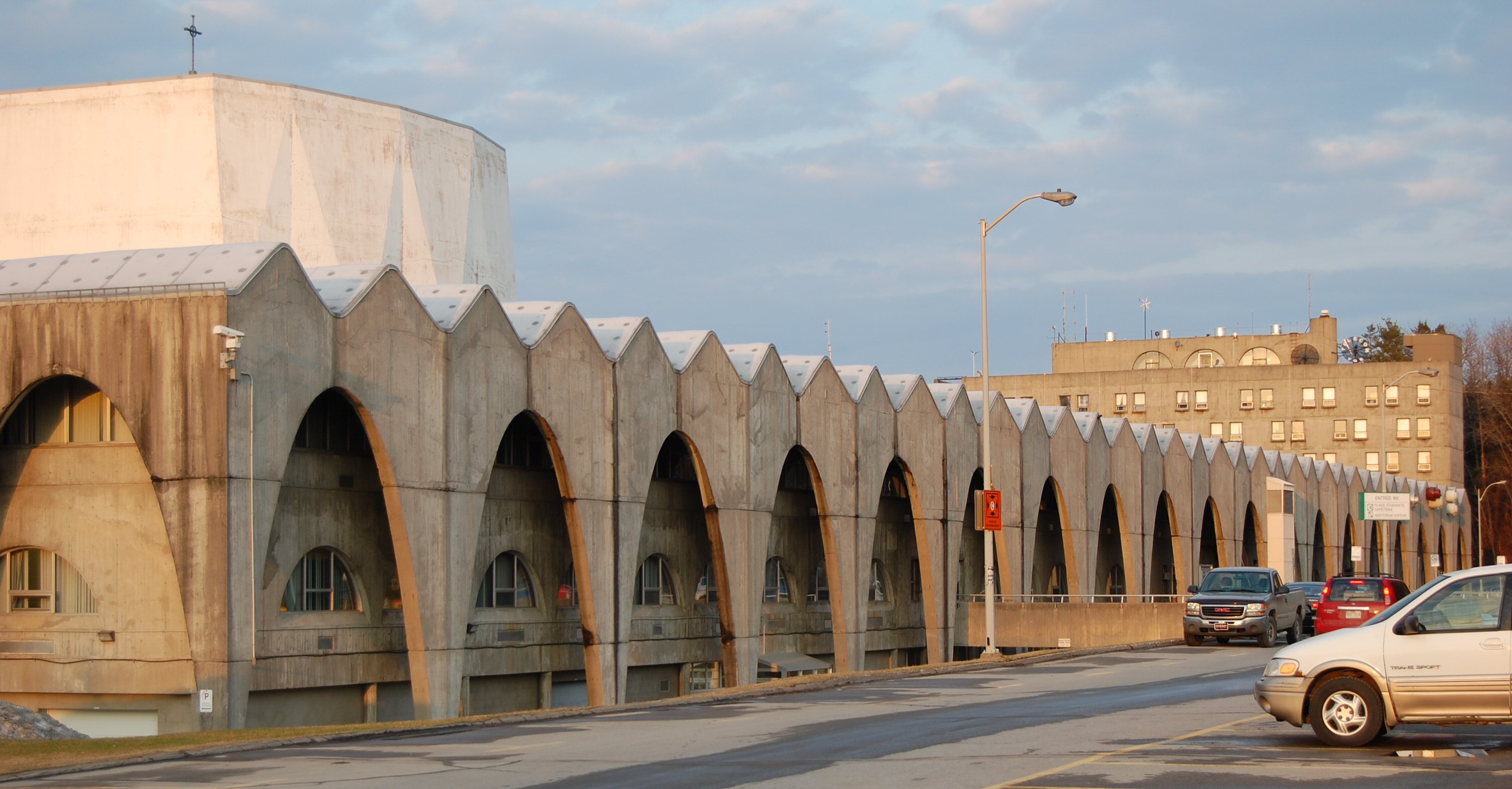
L’Aile Huard du Cégep de Chicoutimi (Saguenay, Québec), réalisé par Paul-Marie Côté en 1964.
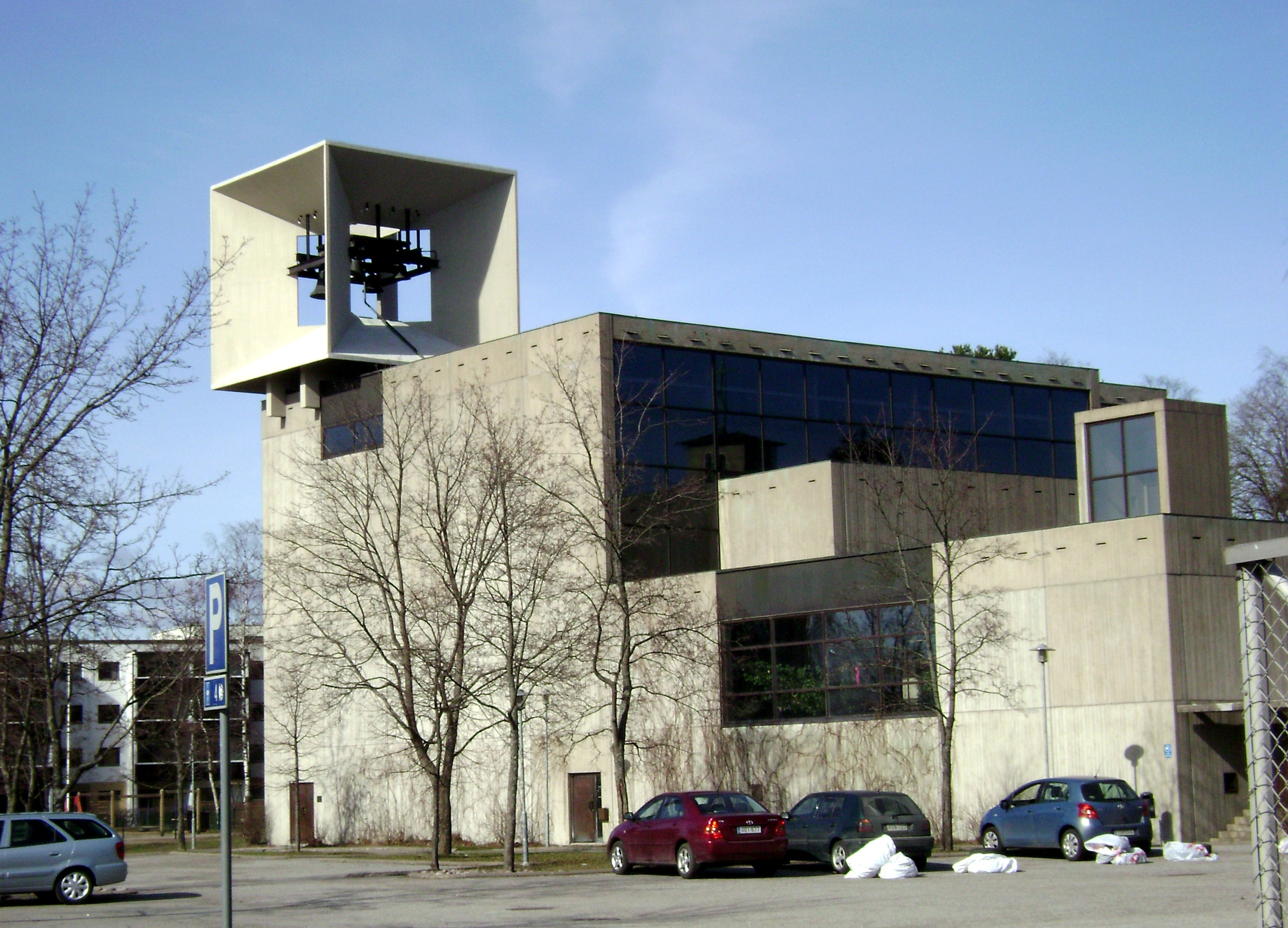
L’église de Järvenpää (Finlande), réalisée en 1968 par Erkki Elomaa.
Le couvent Sainte-Marie de La Tourette à Éveux, conçu par Le Corbusier en 1960.
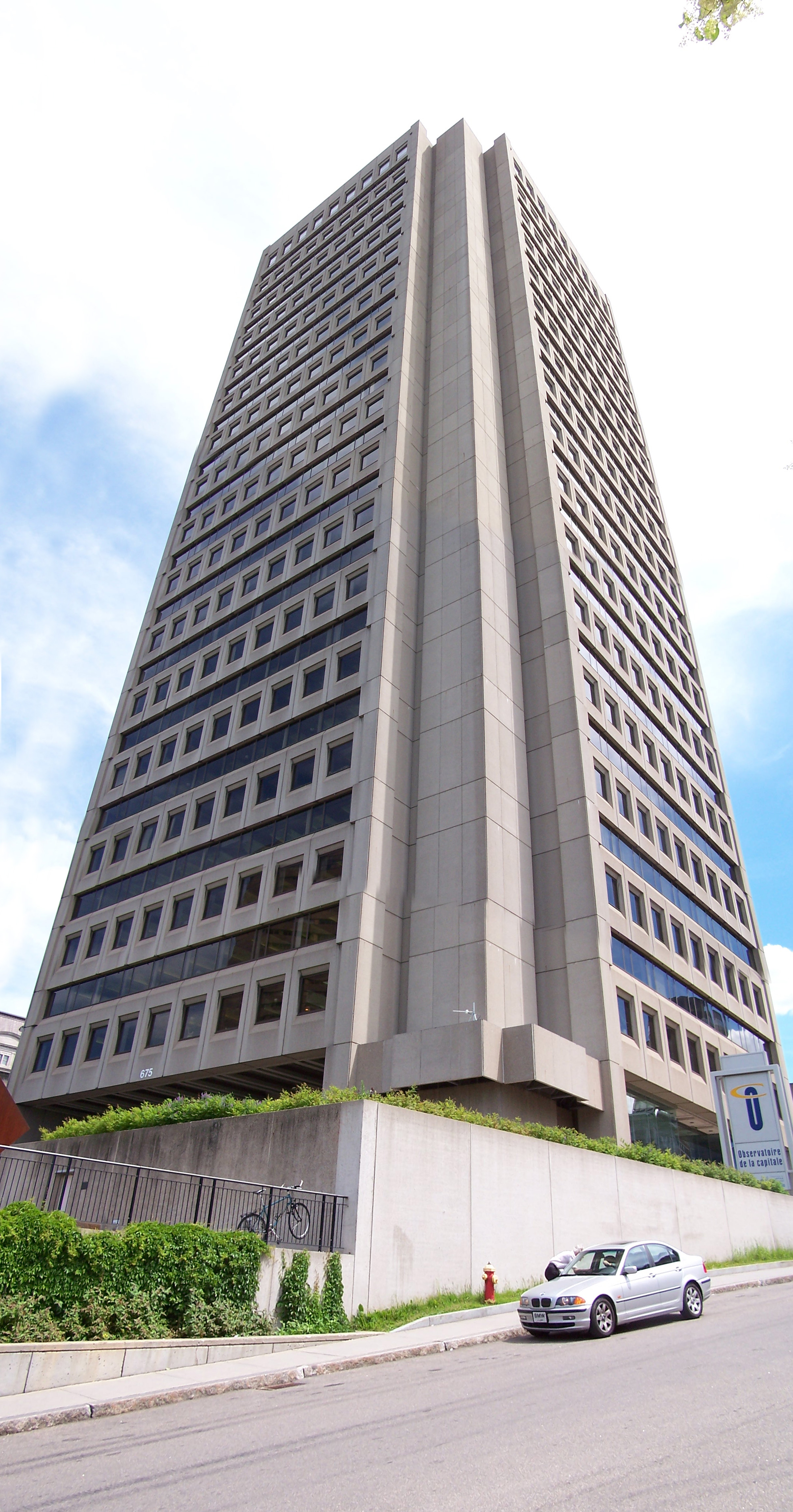
L'édifice Marie-Guyart à Québec.
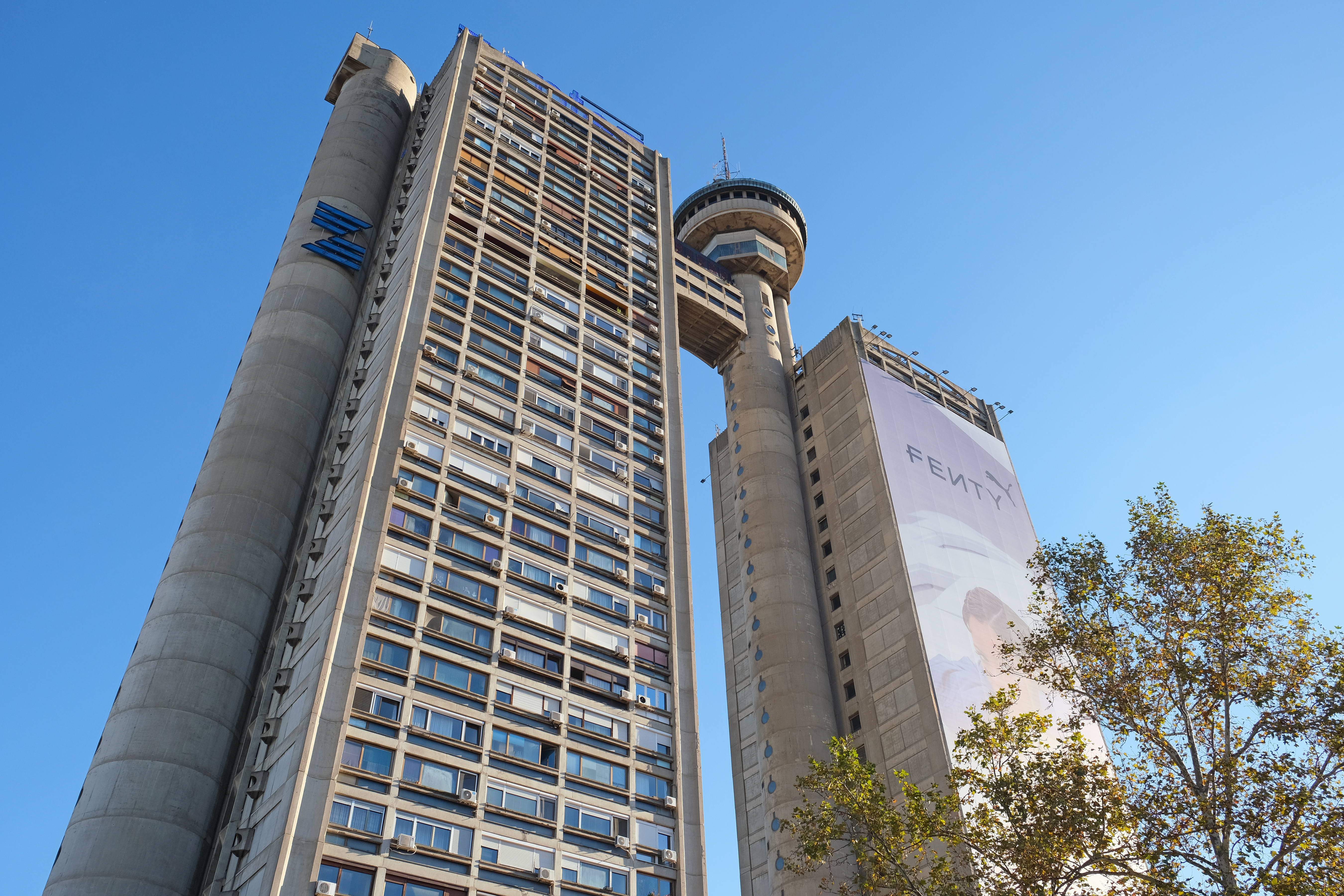
La tour Genex, un gratte-ciel de Belgrade (Serbie).
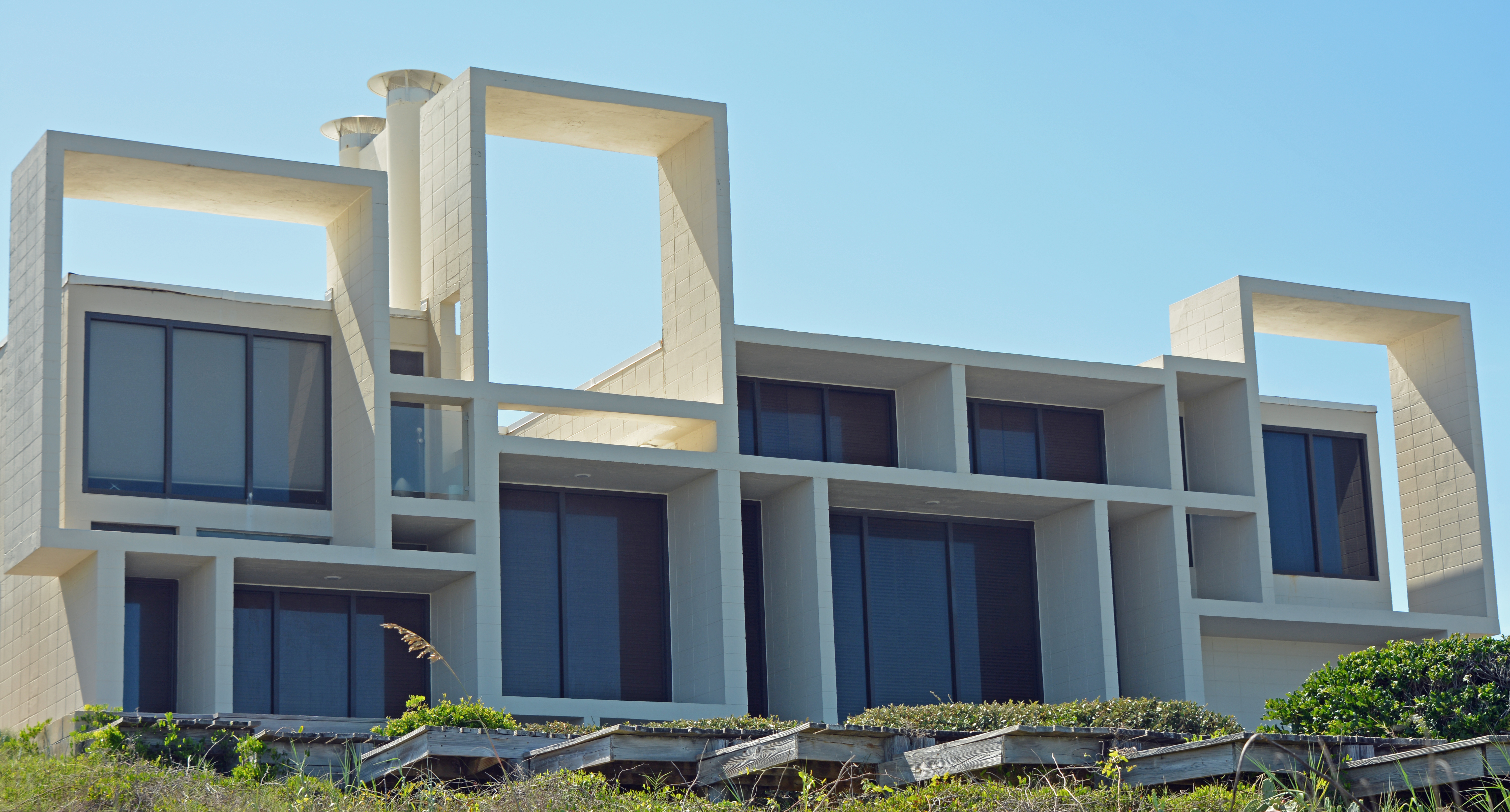
La Milam Residence à Ponte Vedra Beach, Floride, réalisé par Paul Rudolph en 1961.
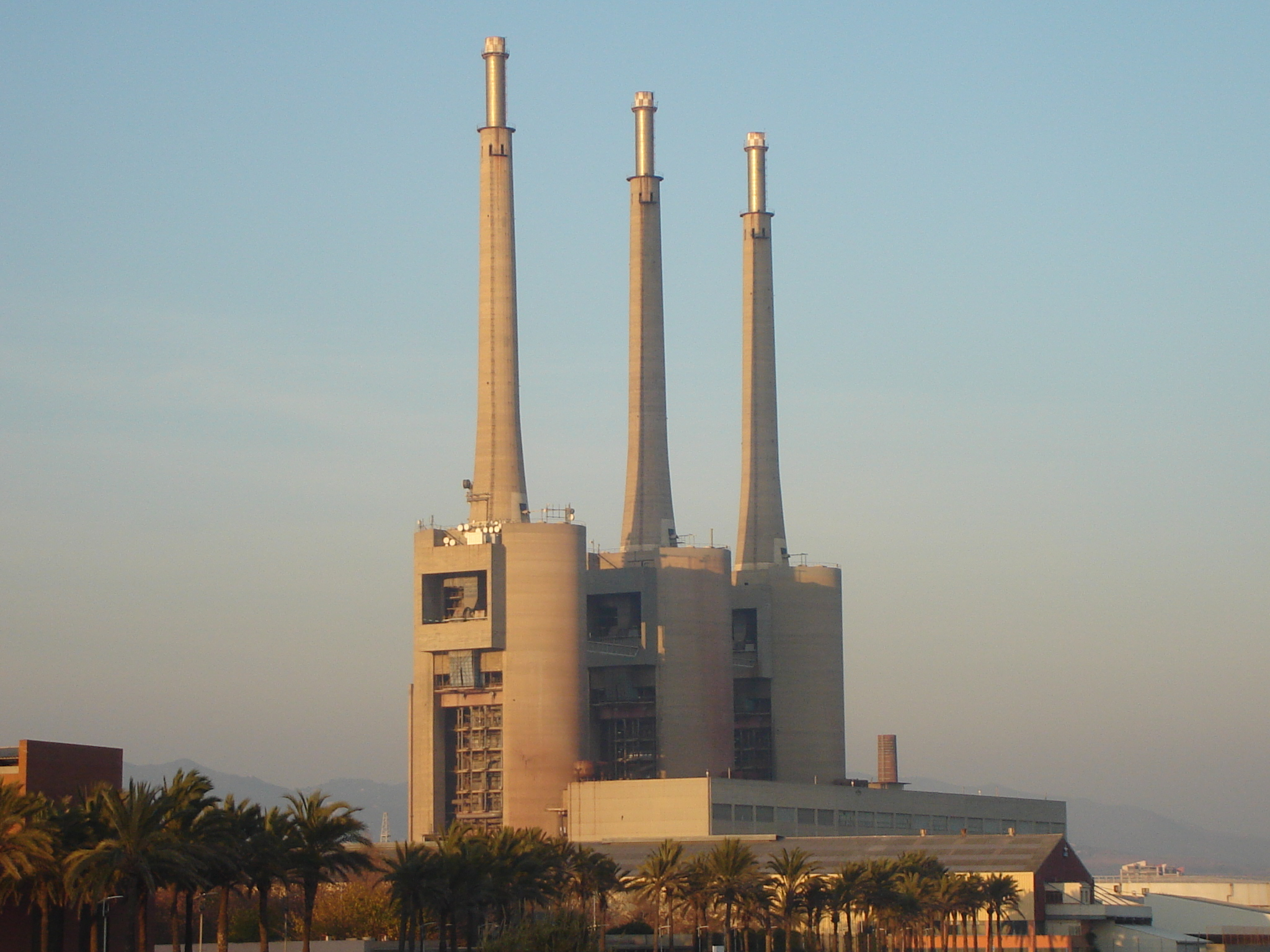
La centrale thermique de Badalone, connue sous le nom des Trois Cheminées de Barcelone, icône brutaliste du paysage urbain de l'Aire métropolitaine de Barcelone.
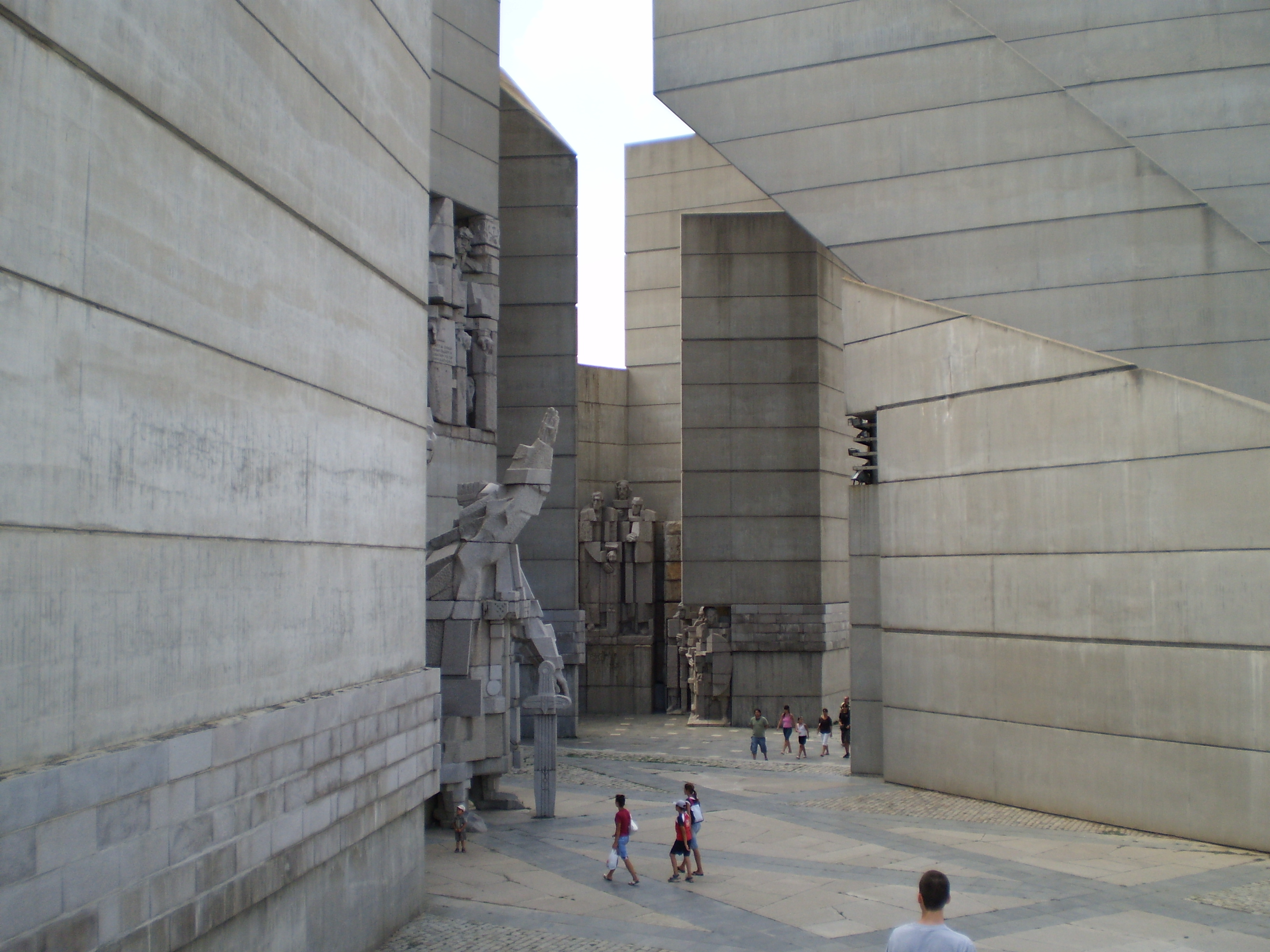
Le monument aux 1300 ans de la Bulgarie, édifié en 1981 à Choumen.
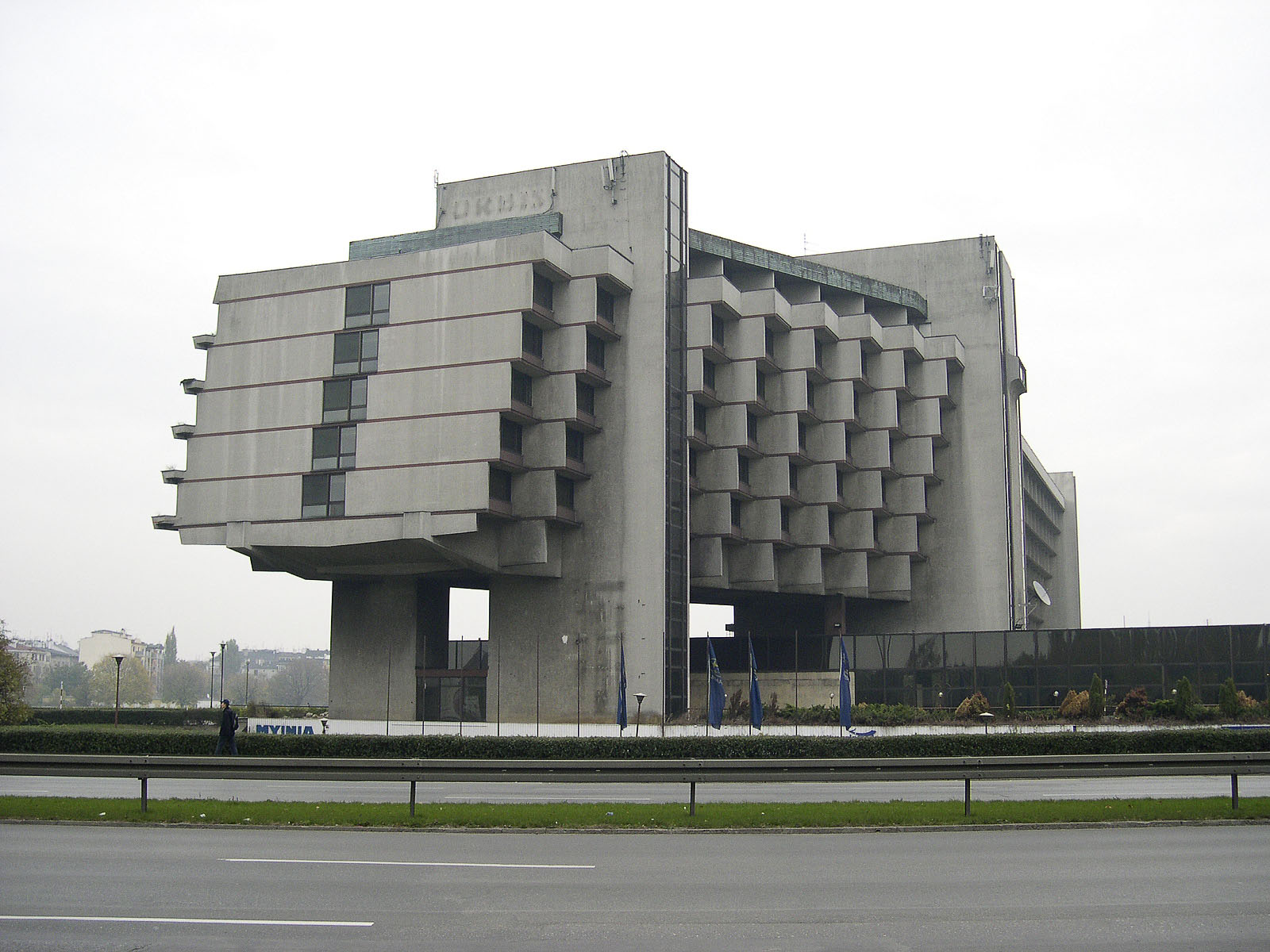
L'ancien Hotel Forum à Cracovie (Pologne).

## Réception

### Critiques
Dans les années 2000, les bâtiments brutalistes font fréquemment l'objet de critiques. L'hôtel de ville de Boston est ainsi classé comme « le bâtiment le plus laid au monde » dans un sondage en 2008.
En 2025, peu après son investiture, Donald Trump signe un décret dans lequel il souhaite que les bâtiments officiels américains soient désormais construits selon des normes esthétiques plus traditionnelles.

### Protection
Fréquemment objets de destruction par les pouvoirs publics, les bâtiments brutalistes peuvent être a contrario, pour certains d'entre eux, protégés. Les édifices brutalistes de Grande-Bretagne sont ainsi classés depuis 2012 parmi les édifices à préserver du Fonds mondial pour les monuments.

### Citation
Dans Paris, musée du XXIe siècle, le Dix-Huitième Arrondissement, Thomas Clerc écrit à propos des rues du Pré et Tristan-Tzara : « un beau bâtiment brutaliste se cache ici comme un vestige oublié du meilleur modernisme. [...] [C'est] une école juive. »

## Principaux représentants
- John Andrews
- Marcel Breuer
- André Chatelin
- Paul-Marie Côté
- Beth Galí
- Bertrand Goldberg
- Ernő Goldfinger
- Georges-Jacques Haefeli
- Louis Kahn
- Jacques Kalisz
- Ram Karmi
- Le Corbusier
- Sigurd Lewerentz
- Berthold Lubetkin
- Kunio Maekawa
- Paul Rudolph
- Alison et Peter Smithson
- James Stirling
- Kenzō Tange
- Clorindo Testa
- Vittoriano Viganò (it)
- Jean Zumbrunnen